# Ingouches
Cet article concerne le peuple ingouche. Pour la langue ingouche, voir Ingouche.
Les Ingouches (en ingouche: гIалгIай, en russe: ингуши), sont un peuple de Ciscaucasie habitant majoritairement la République russe d'Ingouchie. Ils parlent ingouche. Les Ingouches se nomment eux-mêmes Ghalghaï (de l'ingouche ghal: forteresse, ghaï: habitants). Dans le monde, on compte environ 1 million d'Ingouches.

## Origines
De 10 000 à 8 000 av. J.-C. : migration des proto-Ingouches du croissant fertile, où ils pratiquaient l'élevage et l'agriculture irriguée, vers les montagnes du Caucase.
De 6 000 à 4 000 av. J.-C. : apparition de la poterie. D'anciennes zones de peuplement, près d'Ali-Yurt et de Magas, découvertes à l'époque moderne, révèlent la présence d'outils primitifs comme des haches de pierre, des couteaux de pierre, des pierres percées et des plats en argile. Dans les plaines, des habitations sont fabriquées en briques faites d'argile. Les montagnes voient naître des villages faits de pierre et entourés de murs, certains d'entre eux datent de 8 000 ans av. J.-C..
De 4 000 à 3 000 av. J.-C. : affirmation de la culture dené-caucasienne. Apparition de la roue (3 000 av. J.-C.), domestication du cheval, travail du métal (cuivre, or, argent et fer). De nombreux objets (vaisselle, armures, dagues, couteaux, embouts de flèches) de cette période ont été retrouvés près des villes de Naser-Kort, Muzhichi, Yi-E-Borz (aujourd'hui Surkhakhi (ceb)) et Abi-Goo (aujourd'hui Nazran).

## Histoire

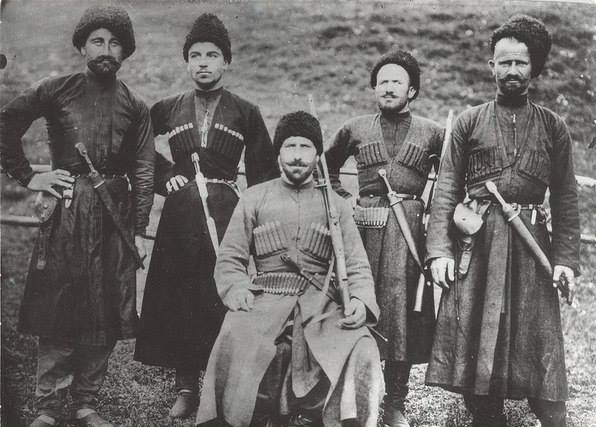
Des montagnards ingouches. Début du XX.

L'histoire des Ingouches est fortement liée à celle des Tchétchènes ; leurs ancêtres communs sont issus des tribus connues sous le nom de Vainakh qui vécurent dans les régions montagneuses du Caucase. La christianisation s'effectue par l'empire byzantin, puis la Géorgie. Lors des invasions tataro-mongoles et de Tamerlan, une partie significative de la population ingouche est contrainte de se retirer dans les montagnes. Les Ingouches s'installent alors dans les plaines de Ciscaucasie entre le XVe siècle et XVIe siècle.
En 1810, la Russie impose son autorité en partie aux Ingouches. Les essais forcés de restauration d'un christianisme russe se révèlent infructueux. En réaction, on assiste à une islamisation, principalement contre la présence russe, qui fédère les peuples caucasiens (1870-1920). Vers la fin du XIXe siècle, la plus grande partie de la population se convertit à l'islam.

### Déportation
Au lendemain de la Seconde Guerre mondiale, l'Union des républiques socialistes soviétiques (URSS) accuse les Ingouches et Tchétchènes d'avoir collaboré avec le Troisième Reich. L'opération Tchétchévista est lancée, Joseph Staline déporte l'ensemble de la population ingouche de Ciscaucasie au Kazakhstan et en Sibérie où près des deux tiers périrent.
Dans son bilan annuel sur la situation des « déplacés spéciaux » rédigé quelques mois avant la mort de Staline, le 9e département du KGB désigna les Ingouches et Tchétchènes comme étant le peuple le plus « incorrigible qui soit » contaminé par l'oisiveté, le banditisme et le fanatisme panislamique. Se fondant sur le rapport du KGB qui conclut qu'« une seconde déportation ne résoudrait pas le problème », les hauts responsables soviétiques jugèrent « inappropriée et inutile » la proposition en juin 1952 du ministère de l'Intérieur kazakh de « déporter les Ciscaucasiens encore plus loin, vers les zones les plus isolées du Kazakhstan ».
En juin 1956, le nouveau ministre de l'Intérieur kazakh Doudorov adresse un mémorandum à Nikita Khrouchtchev dans lequel il préconise la création d'une région autonome tchétchéno-ingouche située au Kazakhstan ou au Kirghizistan où seraient établis les Ciscaucasiens. Le Présidium rejette la proposition et libère les « déplacés spéciaux » tchétchéno-ingouches à la condition qu'ils signent un engagement stipulant qu'ils renoncent à rentrer chez eux et à demander une compensation. Plus d'un tiers des déplacés refusèrent de signer le document. Finalement, par un décret du 7 janvier 1957, le Præsidium du Soviet suprême restaure la République autonome de Tchétchénie-Ingouchie, plus ou moins dans ses frontières de 1944, et autorisa les déplacés à rentrer chez eux.

### Retour
Durant les années d'exil, la république de Tchétchénie-Ingouchie est dissoute et une partie de la population ossète s'installe en Ingouchie ce qui rattacha de facto certaines régions d'Ingouchie à l'Ossétie du Nord tel le district de Prigorodny. Le retour des Ingouches est mal accueilli par les Ossètes et de nombreux troubles en découlèrent, comme le conflit en Ossétie du Nord de 1992 qui vit près de 10 000 Ingouches du district de Prigorodny forcés de quitter leurs maisons.

## Culture
Les Ingouches possèdent une culture faite de traditions, légendes, poèmes, contes, chansons et proverbes. La musique, les chansons et la danse sont particulièrement prisées, la danse lezginka est la danse culturelle des Ingouches. Les instruments de musique traditionnels sont le dakhch-pandr (une sorte de balalaïka), le kekhat pondur (un accordéon joué habituellement par des femmes), un violon à trois cordes, la zurna, le tambourin et le tambour.

## Panthéon
Ce panthéon polythéiste ancien a été longtemps vivace.
- dieux du monde
  - Diala, dieu-père
  - Tusoli, déesse-mère
  - T'qa, dieu de l'Univers
  - H'al-erda, dieu du ciel
  - Mago-ersa, dieu de la magie et des connaissances
- divinité astrales
  - solaires : Malha
  - temps : Sirin-di (dimanche)
  - lunaires : But, Gush-mali (déesse-Lune), Kintsha (mère de la Lune)
  - au-delà : El(i), Eshtar, Astar, Eter, Eship (cerbère)
- divinités de la nature
  - Seli, dieu de l'orage
  - Sarmak, dragon mythique nakhe
  - Dardza-nan, déesse des tempêtes de neige et des avalanches
  - Miha-nana, déesse des vents
  - Hi-nana, déesse des eaux courantes, rivières et sources
  - Amaga-erda, dieu protecteur des réservoirs naturels (lacs, étangs)
  - Hamaga-erda, dieu-aurochs, dieu-rocher
  - Amgalli-erda, dieu du défilé Amgalli
  - Saniba-erda, dieu du défilé Saniba
- dieux de la vie rurale
  - protecteur des arbres : Herh-erda (des arbres fruitiers), Gan-tsuhoï (des arbres non fruitiers), Sampaï-tsugué (des arbres à feuillage persistant)
  - Elta, dieu de la chasse
  - Almas, maîtres des bois (hommes des bois, femmes des bois, belles des bois)
  - Tamyj-erda, dieu de l'élevage
  - Tutur, dieu des loups
  - Mat-tseli, dieu de l'agriculture, de la justice, de l'équité
  - Susan-diala, protecteur de la maternité
  - Matara-diala, dieu de la fenaison et protecteur de la paternité
  - Mets-hali, dieu du regain
  - Boalam-diala, dieu de la végétation et de la magie
  - Agoï, groupe de dieux protecteurs des jeunes filles
  - Dika-seli, divinité de la bonté et de la gentillesse
  - Arda, dieu des bornes et des frontières
  - Moloz-erda, protecteur des guerriers ingouches
  - H'ara, diue protecteur des voyageurs (et des brigands)
  - Tsori-erda, dieu de la vendetta
  - Sela-Sata, protectrice de l'artisanat et du savoir-faire
  - Parmat, Forgeron du pays
  - Malar-erda, dieu des boissons enivrantes
  - Ghirs, dieu des instruments de labour et des armes
  - Ula-nana, déesse des maladies contagieuses
  - Higiz-nana, déesse de la variole
- divinités antiques (oubliées) : Baïni-seli, Mizir, I-nana, Ami, Hur-ami, Miq'al, Ralo, Suvsa...